# Ponte Maria Teresa
Il ponte Maria Teresa fu un ponte sospeso sul Po nella città di Torino, abbattuto nel 1906 e sostituito con l'attuale ponte Umberto I.

## Storia

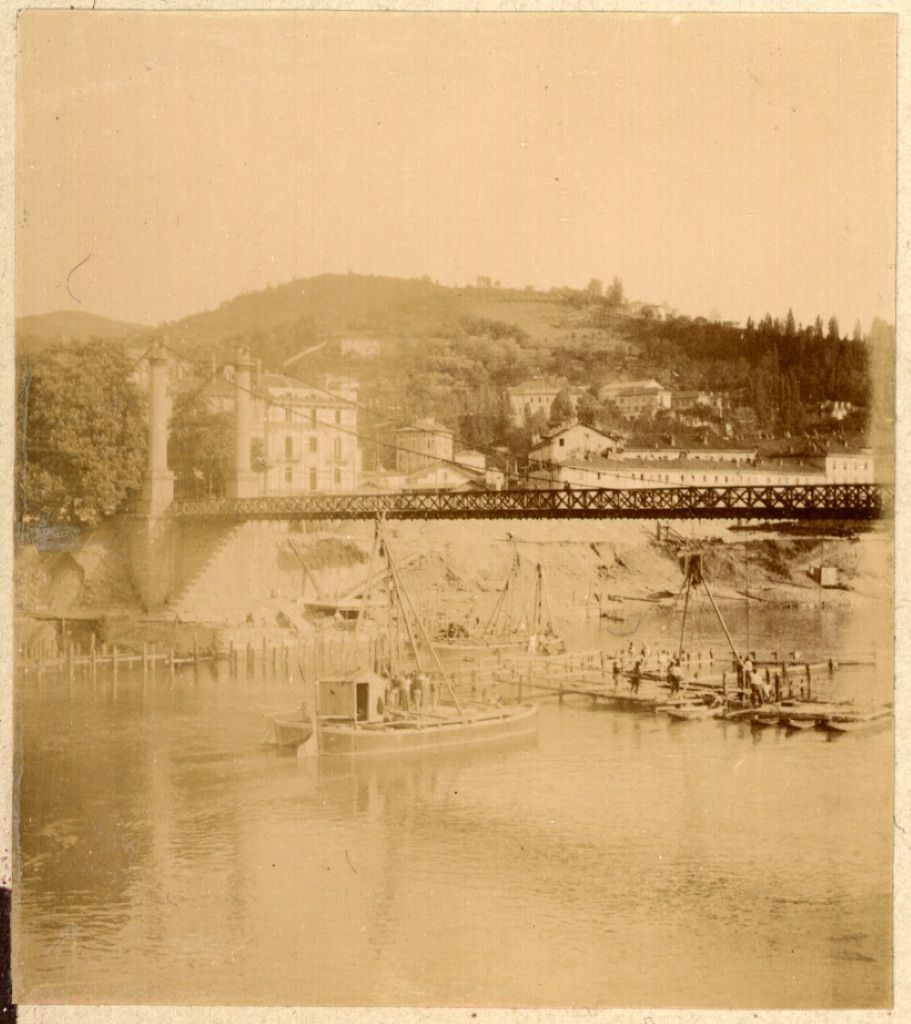
Il ponte Maria Teresa, 1890 circa

Il ponte, progettato dell’ingegnere francese Paul Lehaitre, fu costruito nel 1840 grazie a un accordo tra il Re e una società privata, che avrebbe avuto il diritto di riscuotere un pedaggio per i successivi 70 anni. Il ponte, intitolato a Maria Teresa d'Asburgo-Lorena, moglie del re Carlo Alberto, era lungo 127 metri, largo 6 e realizzato quasi interamente in ferro. Il peso della struttura era sorretto da cavi di acciaio ancorati su quattro torri alte 14,10 metri.
Dopo un primo periodo privo di incidenti, a partire dal 1879 iniziò a creare numerosi problemi, dovuti soprattutto alla rottura dei cavi. Nel 1881 venne acquistato dalla città di Torino e il pedaggio per attraversarlo fu abolito, tuttavia negli anni seguenti le condizioni del ponte continuarono a peggiorare, soprattutto a causa della scarsa manutenzione, e la struttura venne chiusa al pubblico nel 1897 e demolita nel 1906, disattendendo quindi le attese di alcuni torinesi che avevano chiesto di spostarlo in una zona con meno traffico. 
Il ponte Maria Teresa fu rimpiazzato dal ponte Umberto I, forse situato qualche metro più a nord.